# Бенедикт V
Бенедикт V (лат. Benedictus PP. V, Бенедикт Грамматик; ? — 4 июля 966, Гамбург) — папа римский с 22 мая по 23 июня 964 года. Был избран жителями Рима после смерти Иоанна XII. Император Оттон I, поддерживавший кандидатуру Льва VIII, сослал Бенедикта в Гамбург, где он и умер диаконом. Останки Бенедикта были перенесены в Рим.

## Биография
Бенедикт был сыном римлянина по имени Иоанн, он родился и вырос в Риме поблизости от театра Марцелла. До своего избрания папой Бенедикт имел сан кардинал-диакона и был известен своей учёностью, за что получил от современников прозвище «Грамматик». Он был также нотариусом и принял участие в низложении папы Иоанна XII и последующем избрании папы Льва VIII.
Римский народ, недовольный избранием Льва, кандидата от императора Священной Римской империи Оттона I, поддержал возвращение низложенного императором Иоанна XII. Иоанн созвал синод, который осудил Льва. Однако со смертью Иоанна римский народ снова отверг Льва, и тот бежал из Рима к Оттону в Риети, в центральной Италии. После жестокой борьбы между соперничающими группировками римляне решили избрать папой Бенедикта. До интронизации Бенедикта папские послы были отправлены к Оттону, информируя его о результатах выборов. Император отверг эти результаты. Вернувшись в Рим, римская знать решила проигнорировать Оттона и рукоположила Бенедикта 22 мая 964 года. Римляне дали клятву Бенедикту, что они не откажутся от него и будет защищать от претензий Оттона.
Оттон решил восстановить Льва на папском престоле. Он приступил к осаде Рима, блокировав его так, что никто не мог покинуть город. Результатом блокады был голод, земля вокруг города была разорена. Хотя Бенедикт попытался поддержать боевой дух защитников города, угрожая отлучить императора и его солдат, римляне вскоре решили капитулировать. Открыв ворота Оттону, они передали ему Бенедикта 23 июня 964 года. Вместе со своими сторонниками Бенедикт в папских одеждах предстал перед синодом, который созвал Лев. Лев спросил, как Бенедикт осмелился занять кафедру Святого Петра при жизни Льва. Он также был обвинен в нарушении присяги императору, поскольку был избран без согласия императора. Бенедикт ответил: «Если я согрешил, помилуй меня». Получив обещание от императора, что его жизнь будет сохранена, если он покается, Бенедикт бросился к ногам Льва и признал свою вину.
Синод аннулировал рукоположения епископов, сделанные Бенедиктом, его паллий был сорван с него, а пасторский посох сломан над ним папой Львом. Однако, благодаря заступничеству Оттона, ему было разрешено сохранить звание диакона. Оттон покинул Рим после 29 июня 964 года, увезя Бенедикта с собой. После некоторой задержки он был доставлен в Германию в начале 965 года и поселен в Гамбурге под опекой Адальдага, архиепископа Гамбурга и Бремена. Период его изгнания был краток. Адам Бременский отметил:
«Архиепископ [Адальдаг] принимал его с великой честью до самой его смерти; ибо он, как говорят, был святой и достойный Апостольского Престола… Он жил святой жизнью и учил других, как жить праведно, и в конце концов умер счастливой смертью, когда римляне пришли, чтобы просить императора о его восстановлении»
Хотя он хорошо обращался с архиепископом Адальдагом, многие другие считали его антипапой и пытались подвергнуть его остракизму. Архиепископ Либентий (преемник Адальдага) комментировал:
«Когда папа Бенедикт был изгнанником в этих местах, я искал его; и хотя были приложены все усилия, чтобы не допустить моего ухода от него, я бы никогда не позволил себе быть под влиянием противников Папы. Но, до тех пор, пока он был жив, я сильно привязался к нему»
Бенедикт умер 4 июля 965 года и был похоронен в соборе в Гамбурге. Где-то до 988 года его останки были перенесены в Рим, но где они были преданы земле, неизвестно. Легенда гласит, что Бенедикт предсказал свой «переезд» в Рим и опустошение Гамбурга вождем ободритов Мстивоем в 983 году:
«Здесь мое хрупкое тело обратится в прах. После моей смерти вся эта страна будет опустошена мечом язычников и станет добычей диких зверей. Не будет на этой земле прочного мира до моего возвращения домой. Но как только я буду возвращён домой, я верю, что, по заступничеству апостола языческое разрушение прекратится»